# ROOKIE Racing
ROOKIE Racing（ルーキーレーシング）は、日本のレーシングチーム。TOYOTA GAZOO Racingの姉妹チーム的存在である。

## 概要
トヨタのワークス活動のブランドとして発展を遂げたTOYOTA GAZOO Racingに対し、原初のGAZOOの精神である市販車開発ドライバーとレーシングドライバーのより深い交流を目的に立ち上げられた、トヨタ自動車会長・豊田章男（モリゾウ）のプライベートチームである。
もともとの活動はスーパー耐久のみであったが、チームルマンの撤退によりSUPER GT/スーパーフォーミュラにも参戦するトヨタ陣営の一角を為すチームにもなっている。
「ルーキー」とは章男の愛犬の名前であり「GAZOO Racingでクルマの楽しさに目覚め、モータースポーツを始めたばかりの女の子」という設定のレーサー犬『ルーキー』がデザインされ、『くま吉』や『モリゾウくん』とともに公式マスコットキャラクターとして活動している。
マシンは黄・青・白の派手な迷彩色に塗られることが多い。
豊田と懇意にしているマツコ・デラックスが個人スポンサーの一人として名を連ねている。

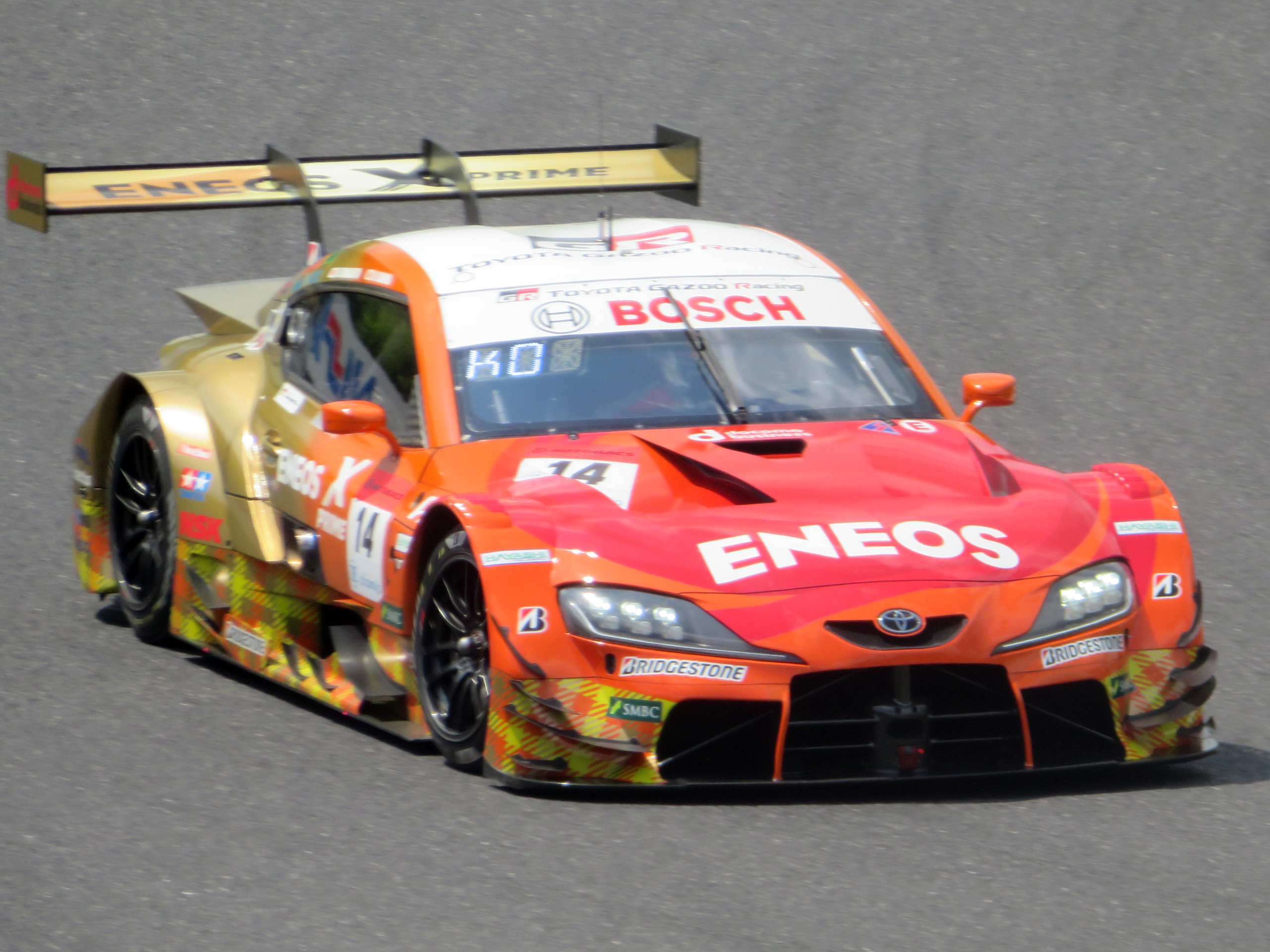
ENEOS X PRIME GR Supra（2022年のSUPER GT参戦車両）
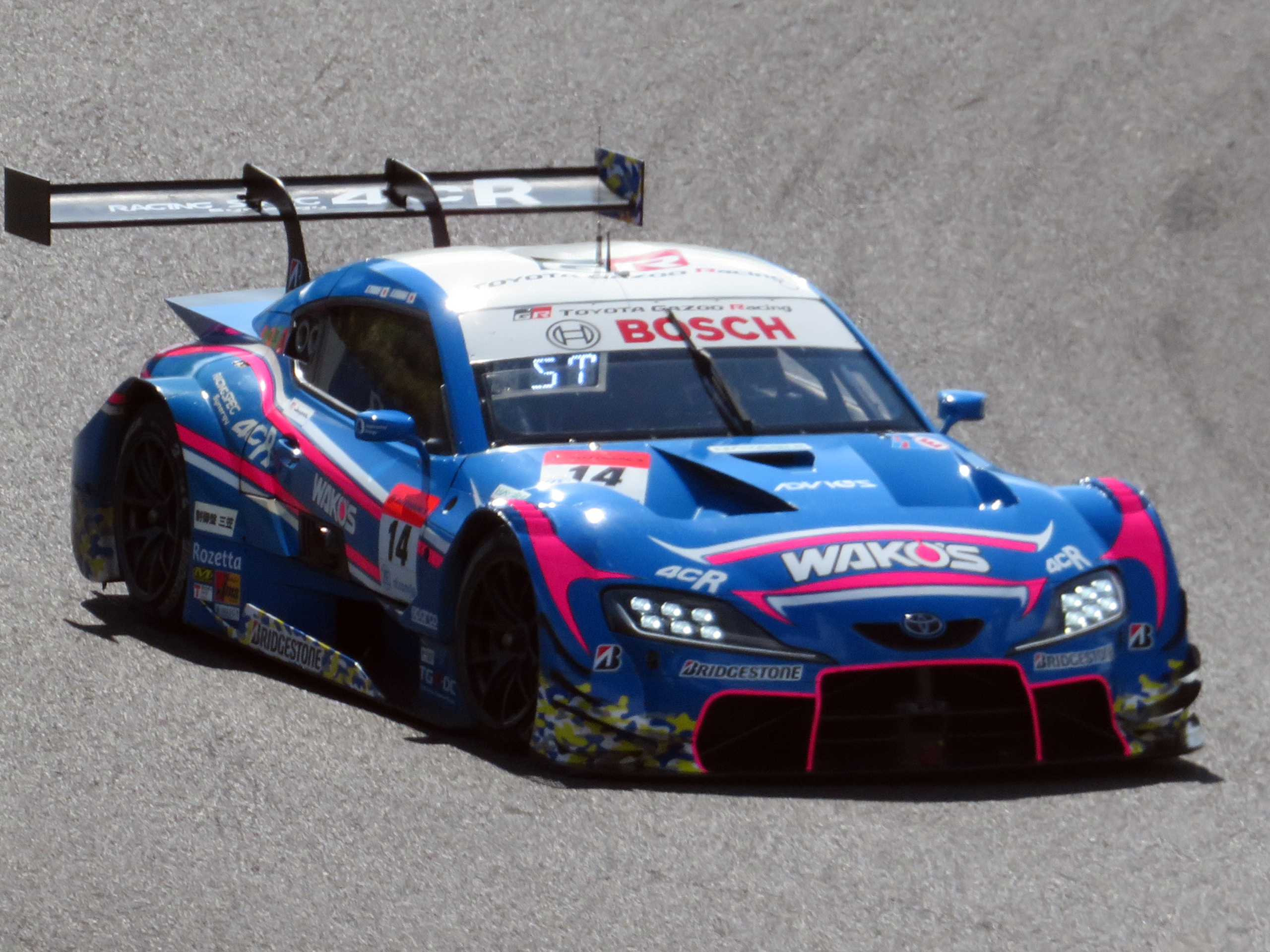
WAKO'S 4CR GR Supra（2020年のSUPER GT参戦車両）

## 略歴
2017年に片岡龍也が若手やジェントルマンドライバー育成を目的に立ち上げたプライベートチーム「T'S CONCEPT」が源流である。スーパー耐久のST-4クラスに86で参戦し、スポンサーの小倉クラッチ社長・小倉康弘がドライバーとして参戦した。また小山美姫もこの年同チームからエントリーしていた。
2018年は2台体制に拡大。チームアドバイザーでトヨタ自動車スポーツ車輌統括部の北川文雄の「次のマスターテストドライバー育成が必要」という考えから、当時トヨタ自動車社長・豊田章男の息子である大輔がこのチームにドライバーとして参加。章男は父として観戦に訪れ、最終戦には“モリゾウ”として親子で参戦。この参戦で章男は、他のチームから市販車レベルでなら問題にならないトヨタ車のエンジンやトランスミッションに関する弱点など様々な意見を聞き、そういった場がクルマ作りに重要であると実感した。
2019年に「ROOKIE Racing」を新設。章男は自費でチームに86を寄付した上でドライバー"モリゾウ"としてフル参戦。この時からマシンカラーリングがマーブル色になっている。なお、事実上の前身である「T'S CONCEPT」はこの年限りでレース部門を閉鎖し、その後はレーシングギアショップとして事業を行っている。
2020年は東京オートサロンで大々的に参戦体制を発表し、ここで同チームをTOYOTA GAZOO Racingの姉妹チームにすることを明確にした。86に代わり、新たにST-1にGRスープラ、ST-2にGRヤリスで参戦。プロのレーシングドライバーやラリードライバー、市販車テストドライバーまで多様なドライバーが数多くエントリーしており、それぞれを毎戦振り分ける形であるという。また2月にはチームルマンと入れ替わる形でSUPER GTおよびスーパーフォーミュラに参戦することを発表したが、両カテゴリのオペレーションはCERUMO及びINGINGが行う。5月には『株式会社ルーキーレーシング』として法人化されている。
2021年はスーパー耐久のみ『ORC ROOKIE Racing』を名乗る。ST-QクラスにGT4開発車両としてのGRスープラ、ST-2クラスにGRヤリスで参戦する。第3戦富士SUPER TEC 24時間レース以降はGRヤリスの代わりに、カローラスポーツに水素エンジンを搭載した試験車両をST-Qクラスに投入した。世界初となるこの取り組みは、一般メディアでも大きく報道された。またスーパーフォーミュラやSUPER GTはメンテナンスも含めROOKIE Racingとして自社運営にて参戦を開始した。
2025年は、一部レース（スーパー耐久シリーズ及びニュルブルクリンク24時間レース）を「TOYOTA GAZOO Racing」と一体化させた「TOYOTA GAZOO ROOKIE Racing（略称：TGRR）」として参戦する。

## 表記揺れ
『ROOKIE RACING』や『Rookie Racing』などの表記ゆれがあるが、公式には『ROOKIE Racing』となっている。これは『TOYOTA GAZOO Racing』と同様の命名規則である。
ただしスーパー耐久には『ROOKIE RACING』として参戦しており、ボンネットにも同じ表記でチーム名が描かれている。

## 戦績

### SUPER GT
| 年     | エントラント名         | Car No. | 使用車両         | ドライバー        | クラス | 1      | 2     | 3      | 4      | 5      | 6      | 7      | 8       | 順位 | ポイント |
| ------ | ---------------------- | ------- | ---------------- | ----------------- | ------ | ------ | ----- | ------ | ------ | ------ | ------ | ------ | ------- | ---- | -------- |
| 2020年 | TGR TEAM WAKO'S ROOKIE | 14      | トヨタ・スープラ | 大嶋和也 坪井翔   | GT500  | FSW 3  | FSW 3 | FSW 9  | TRM 4  | FSW 2  | SUZ 11 | TRM 12 | FSW Ret | 6位  | 68       |
| 2021年 | TGR TEAM ENEOS ROOKIE  | 14      | トヨタ・スープラ | 大嶋和也 山下健太 | GT500  | OKA 1  | FSW 2 | SUZ 12 | TRM 13 | SUG 12 | AUT 11 | TRM 6  | FSW 3   | 4位  | 72       |
| 2022年 | TGR TEAM ENEOS ROOKIE  | 14      | トヨタ・スープラ | 大嶋和也 山下健太 | GT500  | OKA 1  | FSW 7 | SUZ 8  | FSW 7  | SUZ 14 | SUG 11 | AUT 4  | MOT 3   | 5位  | 67.5     |
| 2023年 | TGR TEAM ENEOS ROOKIE  | 14      | トヨタ・スープラ | 大嶋和也 山下健太 | GT500  | OKA 4  | FSW 4 | SUZ 6  | FSW 11 | SUZ 3  | SUG 6  | AUT 8  | MOT 6   | 6位  | 67       |
| 2024年 | TGR TEAM ENEOS ROOKIE  | 14      | トヨタ・スープラ | 大嶋和也 福住仁嶺 | GT500  | OKA NC | FSW 8 | SUZ 2  | FSW 4  | SUZ 6  | SUG 9  | AUT 9  | MOT 13  | 12位 | 53       |
| 2025年 | TGR TEAM ENEOS ROOKIE  | 14      | トヨタ・スープラ | 大嶋和也 福住仁嶺 | GT500  | OKA 2  | FSW   | SEP    | FSW    | SUZ    | SUG    | AUT    | MOT     | 2位* | 18*      |